# IC 4425
IC 4425 ist eine Balken-Spiralgalaxie vom Hubble-Typ SBbc im Sternbild Bärenhüter am Nordsternhimmel. Sie ist schätzungsweise 406 Millionen Lichtjahre von der Milchstraße entfernt.
Das Objekt wurde am 21. Juni 1895 von Stéphane Javelle entdeckt.